# بريسلاف بيتروف
بريسلاف بيتروف (بالبلغارية: Преслав Петров)‏ (1 مايو 1995 في بلغاريا - ) هو لاعب كرة قدم بلغاري في مركز الدفاع. شارك مع منتخب بلغاريا تحت 19 سنة لكرة القدم. أما مع النوادي، فقد لعب مع نادي لودوغورتس رازغراد وPFC Vidima-Rakovski Sevlievo ‏ ولودوغورتس رازغاردز II ‏.

## وصلات خارجية
- بريسلاف بيتروف على موقع الاتحاد الأوربي (الإنجليزية)
- بريسلاف بيتروف على موقع قاعدة بيانات كرة القدم.إي يو (الإنجليزية)
- بريسلاف بيتروف على موقع Soccerway.com (الإنجليزية)
- بريسلاف بيتروف على موقع AS.com (الإسبانية)